# ポアンカレの補題
数学において、ポアンカレの補題（ぽあんかれのほだい、英: Poincaré lemma）とは代数的位相幾何における定理の一つ。ユークリッド空間において、閉形式である微分形式が完全形式となることを主張する。ベクトル解析におけるポテンシャルの存在条件を一般化したものとみなされる。

## 概要

### 導入
多様体上の k 次の微分形式 ω について、その外微分 dω が、
{\displaystyle \mathrm {d} \omega =0\,}
となる ω を閉形式 (closed form) という。あるいは同じことだが、d の核の元を閉形式という。
また、k 次微分形式 ω に対し、
{\displaystyle \omega =\mathrm {d} \eta \,}
を満たす k − 1 次微分形式 η が存在する場合、ω は完全形式 (exact form) であるという。あるいは同じことだが、d の像の元を完全形式という。また、η はしばしばポテンシャルと呼ばれる。
外微分の性質
{\displaystyle \mathrm {d} \circ \mathrm {d} =0\,}
より、完全形式が閉形式であることは常に成り立つが、閉形式が完全形式になるかは、多様体の幾何学的性質によって異なる。
ポアンカレの補題は次のことを主張する：
『ユークリッド空間 Rn（より一般的には可縮な多様体 M）において、任意の閉形式は完全形式である』

### 定理の主張
k > 0 とし、k 次微分形式 ω ∈ Ak(Rn) が
{\displaystyle \mathrm {d} \omega =0\,}
を満たすとする。
このとき、k − 1 次微分形式 η ∈ Ak−1(Rn) が存在して、
{\displaystyle \omega =\mathrm {d} \eta \,}
が成り立つ。

### ド・ラーム・コホモロジーによる表現
ド・ラーム・コホモロジーの概念を用いれば、ポアンカレの補題は次のように表現できる。
{\displaystyle H^{k}(\mathbb {R} ^{n})=\left\{{\begin{matrix}\mathbb {R} &(k=0)\\0&(k>0)\end{matrix}}\right.}
但し、多様体 M に対し、Hk(M) は商ベクトル空間
{\displaystyle H^{k}(M)=Z^{k}(M)/B^{k}(M)\,}
で定義される k 次のド・ラーム・コホモロジー群であり、Zk(M) は
{\displaystyle Z^{k}(M)=\mathrm {ker} \,\mathrm {d} \cap A^{k}(M)\,}
で定義される閉形式の k 次微分形式全体、Bk(M) は
{\displaystyle B^{k}(M)=\mathrm {im} \,\mathrm {d} \cap A^{k}(M)\,}
で定義される完全形式の k 次微分形式全体である。
k = 0 の場合は、単に df(x) ≡ 0 ならば f が定数関数となることを述べており、k > 0 の場合が前述したポアンカレの補題と等価な表現となる。すなわち、閉形式（Z k(Rn) の元）が完全形式（B k(Rn) の元）になることを表している。

### 拡張
より一般に、可縮な多様体 M について次が成り立つ。
{\displaystyle H^{k}(M)=0\quad (k>0).}

### 具体例
例えば R2 上で定義される1次微分形式
{\displaystyle \omega _{1}=xy^{2}\mathrm {d} x+x^{2}y\mathrm {d} y\,}
は、外微分を考えると
{\displaystyle \mathrm {d} \omega _{1}=2xy\,\mathrm {d} y\wedge \mathrm {d} x+2xy\,\mathrm {d} x\wedge \mathrm {d} y=0}
となり、閉形式である。したがって、ポアンカレの補題より完全形式となる。実際、R2 上の0次微分形式
{\displaystyle \eta _{1}={\frac {1}{2}}x^{2}y^{2}\,}
について、
{\displaystyle d\eta _{1}=xy^{2}dx+x^{2}y\,dy=\omega _{1}\,}
が成り立つから、ω1 は完全形式である。
一方、R2 から原点を除いた領域 R2∖(0, 0) で定義される1次微分形式
{\displaystyle \omega _{2}={\frac {-y}{x^{2}+y^{2}}}\,\mathrm {d} x+{\frac {x}{x^{2}+y^{2}}}\,\mathrm {d} y}
は、外微分を考えると
{\displaystyle d\omega _{2}=0\,}
が成り立つから、ω2 は閉形式である。しかしながら、考える領域はポアンカレの補題の条件を満たしておらず、ω2 が完全形式であることは保証されない。R2 から x 軸を除いた領域 R2∖{x = 0} で定義される0次微分形式
{\displaystyle \eta _{2}=\arctan {\frac {y}{x}}}
について、
{\displaystyle \mathrm {d} \eta _{2}={\frac {-y}{x^{2}+y^{2}}}\,\mathrm {d} x+{\frac {x}{x^{2}+y^{2}}}\,\mathrm {d} y}
であり、局所的には ω2 と一致するが、η2 は R2∖(0, 0) では定義されない。

## ベクトル解析との関係
ベクトル解析における、スカラーポテンシャルやベクトルポテンシャルの存在条件は、ポアンカレの補題の特別な場合に相当する。

### スカラーポテンシャルの存在
R3 全体で定義された3次元のベクトル場 F において、その回転 rot が
{\displaystyle \operatorname {rot} \mathbf {F} =\mathbf {0} }
を満たすならば、
{\displaystyle \mathbf {F} =\operatorname {grad} \psi }
の関係を満たす R3 上のスカラーポテンシャル ψ が存在する。
この場合、F = (F1, F2, F3) は1次微分形式
{\displaystyle \omega =F_{1}\mathrm {d} x+F_{2}\mathrm {d} y+F_{3}\mathrm {d} z\,}
に対応し、ψ は0次微分形式 η に対応している。また、回転 rot の作用は、1次微分形式に対する外微分に相当する。なお、ベクトル場の領域の条件としては、R3 全体以外にも、単連結な領域をとることができる。

### ベクトルポテンシャルの存在
同様に、R3 全体で定義された3次元のベクトル場 G において、その発散 div が
{\displaystyle \operatorname {div} \mathbf {G} =0}
を満たすならば、
{\displaystyle \mathbf {G} =\operatorname {rot} \mathbf {A} }
の関係を満たす R3 上のベクトルポテンシャル A が存在する。
この場合、G = (G1, G2, G3) は2次微分形式
{\displaystyle \omega =G_{1}\mathrm {d} y\wedge \mathrm {d} z+G_{2}\mathrm {d} z\wedge \mathrm {d} x+G_{3}\mathrm {d} x\wedge \mathrm {d} y\,}
に対応し、A = (A1, A2, A3) は1次微分形式
{\displaystyle \eta =A_{1}\mathrm {d} x+A_{2}\mathrm {d} y+A_{3}\mathrm {d} z\,}
に対応している。また、発散 div の作用は、2次微分形式に対する外微分に相当する。